# Nahuel 1A
O Nahuel 1A foi um satélite de comunicação geoestacionário argentino construído pela Dornier Satellitensysteme (prime), e Aerospatiale (bus), ele esteve localizado na posição orbital de 72 graus de longitude oeste e foi operado inicialmente pela Nahuelsat e posteriormente pela ARSAT (Empresa Argentina de Soluciones Satelitales). O satélite era baseado na plataforma Spacebus-2000 e sua vida útil estimada era de 12 anos. O mesmo foi retirado de serviço e enviado para a órbita cemitério em abril de 2010.

## História
O satélite na maior parte de sua vida útil foi operado pela Nahuelsat S.A., a primeira operadora de satélite da Argentina, a partir de sua estação terrestre em Benavídez, na província de Buenos Aires.

## Lançamento
O satélite foi lançado com sucesso ao espaço no dia 31 de janeiro de 1997, por meio de um veículo Ariane 44L a partir do Centro Espacial de Kourou, na Guiana Francesa, juntamente com o GE-2. Ele tinha uma massa de lançamento de 1.790 kg.

## Capacidade e cobertura
O Nahuel 1A era equipado com 18 transponders em banda Ku que cobriam a América Latina e os Estados Unidos.